# Ministerium Koerber II
Das Ministerium  Koerber II (31. Oktober – 20. Dezember 1916; „Ministerium“ bezeichnete im damaligen Sprachgebrauch das ganze Kabinett) war eine sehr kurz amtierende  Regierung der österreichischen Länder (vulgo Cisleithanien) im Ersten Weltkrieg, das letzte von Kaiser Franz Joseph I. berufene Kabinett.

## Amtszeit
Die Regierung folgte auf das Ministerium Stürgkh von Karl Stürgkh. Stürgkh, seit 1911 k.k. Ministerpräsident, Exponent der Befürworter des Krieges („Kriegspartei“), hatte zunehmend am Reichsrat vorbeiregiert (dieser wurde im Frühjahr 1914 vertagt), was ihm den Ruf eines „Diktators“ einbrachte. Am 21. Oktober 1916 wurde er deswegen vom Sozialdemokraten Friedrich Adler erschossen.
Am 28. Oktober 1916 ernannte Kaiser Franz Joseph I. den deutschliberal orientierten bisherigen gemeinsamen Finanzminister, Ernest von Koerber, der sich schon in seiner ersten Amtszeit 1900–1904 als politisch ausgleichend erwiesen hatte, neuerlich zum Ministerpräsidenten, während das bisherige Ministerium mit der Fortführung der Geschäfte betraut wurde.
Am 31. Oktober 1916 ernannte der Kaiser auf Vorschlag Koerbers die neue Regierung.
Die Regierung Koerber II verordnete am 30. November 1916, das neue Amt für Volksernährung beim Ministerpräsidenten, aus dem später für einige Jahre ein eigenständiges Ressort wurde, habe seine Tätigkeit am 1. Dezember 1916 aufzunehmen; am gleichen Tag sei die Tätigkeit des Ernährungsamtes im Ministerium des Innern einzustellen.
Am 21. November verstarb Franz Joseph I., und sein Großneffe folgte ihm als Karl I. nach. Er ersetzte die Regierung Koerber nach vier Wochen durch eine neue unter Heinrich Clam-Martinic, nachdem Koerber am 13. Dezember 1916 demissioniert hatte. Das Ministerium Clam-Martinic löste das Ministerium Koerber am 20. Dezember 1916 ab.
Staatsoberhaupt Cisleithaniens war Franz Joseph I., Kaiser von Österreich und König von Böhmen bis 21. November 1916, dann Karl I. Die gemeinsamen österreichisch-ungarischen Minister zu der Zeit waren Ottokar Graf Czernin (Minister des Äußern), Stefan Baron Burián von Rajecz (interimistischer Leiter des gemeinsamen Finanzministeriums nach Koerber) und Alexander Freiherr von Krobatin (Kriegsminister bis April 1917).

## Minister
| k.k. Minister                                       | ab            | Amtsinhaber                        | Partei | k.k. Behörde                          | Anmerkung                                                                                 |
| --------------------------------------------------- | ------------- | ---------------------------------- | ------ | ------------------------------------- | ----------------------------------------------------------------------------------------- |
| Ministerpräsident                                   | 28. Okt. 1916 | Ernest von Koerber                 |        | Ministerratspräsidium                 | ab 13. Dez. 1916 mit der Fortführung betraut; vorher gemeinsamer Finanzminister           |
| Justizminister                                      | 31. Okt. 1916 | Franz Klein                        |        | Justizministerium                     | schon unter Beck 1906–1908                                                                |
| Minister für Landesverteidigung                     | 31. Okt. 1916 | Friedrich Freiherr von Georgi      |        | Ministerium für Landesverteidigung    | seit 1907 (Beck, Bienerth, Gautsch III, Stürgkh) und bis Juni 1917 (Clam-Martinic) im Amt |
| Minister für Kultus und Unterricht                  | 31. Okt. 1916 | Max Freiherr Hussarek von Heinlein | CS     | Ministerium für Kultus und Unterricht | seit 1911 (Stürgkh) und bis Juni 1917 (Clam-Martinic) im Amt; 1918 Ministerpräsident      |
| Minister für öffentliche Arbeiten                   | 31. Okt. 1916 | Ottokar Freiherr von Trnka         |        | Ministerium für Öffentliche Arbeiten  | seit 3. Nov. 1911 (Stürgkh) und bis 23. Juni 1917 (Clam-Martinic) im Amt                  |
| Minister des Innern                                 | 31. Okt. 1916 | Erwin von Schwartzenau             |        | Ministerium des Innern                | vorher Zweiter Präsident des k.k. Verwaltungsgerichtshofes                                |
| Minister (inoffiziell: Staatsminister für Galizien) | 31. Okt. 1916 | Michael Bobryzyński                |        | Ministerratspräsidium                 | vormals Statthalter von Galizien; bis 23. Juni 1917 (Clam-Martinic)                       |
| Handelsminister                                     | 31. Okt. 1916 | Franz Stibral                      |        | Handelsministerium                    | Sektionschef a. D.                                                                        |
| Finanzminister                                      | 31. Okt. 1916 | Karl Marek                         |        | Finanzministerium                     | vorher und nachher Budget-Sektionschef                                                    |
| Eisenbahnminister                                   | 31. Okt. 1916 | Ernst Schaible                     |        | Eisenbahnministerium                  | Generalmajor                                                                              |
| Ackerbauminister                                    | 31. Okt. 1916 | Heinrich Graf Clam-Martinic        |        | Ackerbauministerium                   | Ministerpräsident des auf Koerber II folgenden Ministeriums Clam-Martinic                 |

## Medien
- Hugo Portisch, Sepp Riff: Das Ende der Monarchie. Vom Reich zur Republik. Dokumentation, 1987, at, 90 Min.

## Nachweise
- Bertold Spuler (Bearb.): Regenten und Regierungen der Welt. Teil 2, Bd. 3, Würzburg 1962, S. 282, 290–292, 305 f.; zitiert nach Österreichische Regierung (1911-11-03 – 1916-10-21): Kabinett Stürgkh I. Schlagwort Nr. 29020 in: Kritische Online-Edition der Nuntiaturberichte Eugenio Pacellis (1917–1929). (Online, abgerufen am 19. Februar 2013).

1. ↑  Franz Joseph m. p.: Lieber Dr. von Koerber! Wien, am 28. Oktober 1916. In: Wiener Zeitung, Amtlicher Teil, 29. Oktober 1916, S. 1 (online bei ANNO).
2. ↑  Franz Joseph m. p.: Seine k. u. k. apostolische Majestät … haben zu erlassen geruht: Wien, am 31. Oktober 1916. In: Wiener Zeitung, Amtlicher Teil, 1. November 1916, S. 1 (online bei ANNO).
3. ↑  Karl m. p.: Lieber Dr. von Koerber! Wien, am 13. Dezember 1916. In: Wiener Zeitung, Amtlicher Teil, 14. Dezember 1916, S. 1 (online bei ANNO).
4. ↑  Karl m. p.: Seine k. u. k. apostolische Majestät … haben zu erlassen geruht: ff., Wien, am 20. Dezember 1916 . In: Wiener Zeitung, Amtlicher Teil, 22. Dezember 1916, S. 1 (online bei ANNO).
5. ↑  Trnka von Laberon, Ottokar Freiherr (19.07.1871 - 25.06.1919) (Zettel), Trnka von Laberon, Ottokar Freiherr (Foto), beide bildarchivaustria.at
6. ↑  Schwartzenau, Erwin Frh. von (1858–1926), Beamter und Politiker, Österreichisches Biographisches Lexikon 1815–1950
7. ↑  Stibral, Franz (1854–1930), Politiker, Österreichisches Biographisches Lexikon 1815–1950;
Franz Stibral. In: Salzburger Nachrichten: Salzburgwiki.
auch ehem. Präsident der Internationalen Stiftung Mozarteum
8. ↑  Marek, ein glänzender Organisator. Reihe Österreichs Finanzminister, in: Wiener Zeitung 17. September 2002 (online)